# Općina Nazarje
Općina Nazarje (slo.:Občina Nazarje) je općina u srednjoj Sloveniji u pokrajini Štajerskoj i statističkoj regiji Savinjskoj. Središte općine je naselje Nazarje s 1.020 stanovnika.

## Zemljopis
Općina Nazarje nalazi se u središnjem dijelu Slovenije, u krajnje jugozapadnom dijelu pokrajine Štajerska. Središnji dio općine je dolina rijeke Savinje i njenog pritoka rječice Drete. Sjeverno od doline uzdižu se brda i planine Savinjskih Alpa, a južno se uzdiže planina Stradovnik.
U nižem dijelu općine vlada umjereno kontinentalna klima, dok u višem dijelu vlada njena oštrija, planinska varijanta. Najvažniji vodotok u općini je rijeka Savinja, potom njen pritok Dreta. Svi ostali vodotoci su mali i njihovi su pritoci.

## Naselja u općini
Brdo, Dobletina, Čreta pri Kokarjah, Kokarje, Lačja vas, Nazarje, Potok, Prihova, Pusto Polje, Rovt pod Menino, Spodnje Kraše, Šmartno ob Dreti, Volog, Zavodice, Žlabor

## Vanjske poveznice
- Službena stranica općine